# هاینریش بلوم
هاینریش بلوم (انگلیسی: Heinrich Blum; ۱۶ ژانویهٔ ۱۸۸۴ – ۱ ژانویهٔ ۱۹۴۲) معمار، و هنرمند تجسمی بود.